# Adam Silvera
Adam Silvera, född 7 juni 1990, är en amerikansk ungdomsboksförfattare. Hans mest kända verk är They Both Die at the End.

## Biografi
Silvera föddes och växte upp i South Bronx i New York City. Silvera började skriva i 10-årsåldern och började då med fanfiction. Silvera är öppet gay och pratar ofta om sin mentala hälsa och hur han kämpat mot depression.